# Championnat des Antilles néerlandaises de football 1961
Navigation
Saison précédente Saison suivante
La saison 1961 du Championnat des Antilles néerlandaises de football est la seconde édition de la Kopa Antiano, le championnat des Antilles néerlandaises. Les deux meilleures équipes de Curaçao et d'Aruba se rencontrent lors d'un tournoi inter-îles. 
Les quatre clubs qualifiés sont regroupés au sein d'une poule unique où chaque équipe rencontre deux fois ses adversaires. L'équipe en tête de la poule est sacrée championne des Antilles néerlandaises.
C'est le champion de Curaçao, le RKVFC Sithoc, qui est sacré cette saison après avoir terminé en tête de la poule, devant le SV Racing Club Aruba, champion d'Aruba. Il s’agit du tout premier titre de champion des Antilles néerlandaises de l’histoire du club.
Cette édition revêt un intérêt supplémentaire puisque le club champion se qualifie pour la première édition de la Ligue des champions de la CONCACAF.

## Clubs engagés
- RKVFC Sithoc - Champion de Curaçao 1961
- CRKSV Jong Colombia - Vice-champion de Curaçao 1961
- SV Racing Club Aruba - Champion d'Aruba 1961
- SV Estrella - Vice-champion d'Aruba 1961

## Compétition
Le barème utilisé pour établir le classement est le suivant :
- Victoire : 2 points
- Match nul : 1 point
- Défaite : 0 point

| Rang | Équipe               | Pts | J | G | N | P | Bp | Bc | Diff |  | Résultats (▼ dom., ► ext.) | Sit | Rac | Est | JCo |
| ---- | -------------------- | --- | - | - | - | - | -- | -- | ---- |  | -------------------------- | --- | --- | --- | --- |
| 1    | RKVFC Sithoc         | 8   | 6 | 3 | 2 | 1 | 11 | 7  | +4   |  | RKVFC Sithoc               |     | 2-3 | 1-1 | 2-1 |
| 2    | SV Racing Club Aruba | 7   | 6 | 3 | 1 | 2 | 8  | 6  | +2   |  | SV Racing Club Aruba       | 0-1 |     | 1-2 | 2-1 |
| 3    | SV Estrella          | 6   | 6 | 2 | 2 | 2 | 7  | 9  | -2   |  | SV Estrella                | 1-4 | 0-2 |     | 3-1 |
| 4    | CRKSV Jong Colombia  | 3   | 6 | 0 | 3 | 3 | 4  | 8  | -4   |  | CRKSV Jong Colombia        | 1-1 | 0-0 | 0-0 |     |

|  | Qualification pour la Coupe des champions de la CONCACAF 1962 |

## Bilan de la saison
| Championnat des Antilles néerlandaises de football 1961 |                          |
| Champion                                                | RKVFC Sithoc (1er titre) |
| Qualifications continentales                            |                          |
| Coupe des champions de la CONCACAF 1962                 | RKVFC Sithoc             |
| Promotions et relégations                               |                          |
| Promus en Kopa Antiano                                  | Aucun                    |
| Relégués                                                | Aucun                    |